# مجلس الوزراء المصري
مجلس الوزراء المصري أو الحكومة المصرية هو الهيئة التنفيذية الرئيسية لجمهورية مصر العربية. وتتكون من رئيس مجلس الوزراء والوزراء، وللحكومة دور قيادي في تشكيل جدول أعمال المجالس النيابية. يجوز لها اقتراح القوانين على البرلمان، وكذلك التعديلات خلال الاجتماعات البرلمانية. قد تستفيد من بعض الإجراءات لتسريع المداولات البرلمانية. الحكومة مسؤولة فقط أمام البرلمان، وتحديداً مجلس النواب.
لمجلس الشعب أن يصدر مقترحاً بتوجيه اللوم وإجبار مجلس الوزراء على الاستقالة. يجب على الوزراء الإجابة على أسئلة أعضاء البرلمان، كتابية وشفوية ؛ يُعرف هذا باسم طلب الإحاطة.
بالإضافة إلى ذلك، يحضر الوزراء اجتماعات مجلسي البرلمان حيث تتم مناقشة القوانين المتعلقة بمجالات مسؤوليتهم.
ترد تفاصيل تنظيم مجلس الوزراء في المواد من 153 إلى 160 من الدستور. تنص المادة 155 على وجوب أداء أعضاء مجلس الوزراء اليمين عند توليهم مناصبهم.

## التاريخ
تعد مصر أول دولة في التاريخ تؤسس لنظام الحكومة المركزية والتي اتخذت من مدينة ممفيس عاصمة للبلاد ومقر للحكم بعد توحيد مملكتي الشمال والجنوب في عام 3232 ق.م على يد الملك مينا.
خلال العصر الإسلامي كانت شئون البلاد تدار بواسطة الوالي الذي كان يعين من خلال الخليفة. وتشكلت أول حكومة مصرية حديثة في 28 أغسطس 1878، بقرار أصدره الخديوي إسماعيل، برئاسة نوبار باشا. ضمت الوزارة رياض باشا وزيراً للداخلية، راتب باشا وزيراً للدفاع، وعلي باشا مبارك وزيراً للتعليم والأوقاف، كما تولى نوبار باشا إلى جانب رئاسته للحكومة منصب وزير العلاقات الخارجية وأيضاً العدل. وقد عُقد أول اجتماع للوزارة الجديدة في 2 سبتمبر 1878، حيث عقدت 30 اجتماعاً لمناقشة أحوال مصر الاقتصادية في ذلك الوقت. وقد حُلت الوزارة في 23 فبراير عام 1879.

## المقر
يقع مقر مجلس الوزراء في شارع مجلس الشعب (مجلس النواب)، وهو مبنى أثري تعود ملكيته إلى الأميرة شويكار من أسرة محمد علي، واشترته الحكومة المصرية في عصر الملك فاروق من صاحبته لتجعله مقراً لمجلس الوزراء، وفي 15 مارس 1987 تم تسجيل القصر ضمن المباني التاريخية. وتشير المراجع التاريخية إلى أن هذا القصر بني في أوائل القرن العشرين بين 1900 و1907 على الطراز الفرنسي الإيطالي، ولم تبنه الأميرة شويكار وإنما بناه علي باشا جلال، زوج السيدة عفت، إحدى أفراد العائلة المالكة، وابن الأميرة زبيدة ومنكلي باشا، إلا أن الأميرة شويكار سكنت هذا القصر وأجرت به عدة تعديلات.

## المهام
يمارس مجلس الوزراء على وجه الخصوص الاختصاصات التالية:
- يساعد في رسم السياسة العامة للدولة بالتعاون مع رئيس الجمهورية ومراقبة تنفيذها وفق القوانين والمراسيم الجمهورية.
- توجيه وتنسيق ومتابعة أعمال الوزارات وإداراتها المختلفة والهيئات والمؤسسات العامة.
- إصدار القرارات الإدارية والتنفيذية وفقاً للقوانين والمراسيم والإشراف على تنفيذها.
- إعداد مشروعات القوانين والقرارات.
- إعداد مشروع الموازنة العامة للدولة.
- إعداد مشروع الخطة الشاملة للدولة.
- عقد القروض ومنحها وفق احكام الدستور.
- الإشراف على تنفيذ القانون والحفاظ على أمن الدولة وحماية حقوق المواطنين ومصالح الدولة.

## الأقدمية والتدرج بمجلس الوزراء
غالبا ما يتألف مجلس الوزراء من المناصب التالية (تنازليا حسب الدرجة):
- رئيس مجلس الوزراء رئيس الحكومة المصرية.
- الوزراء، أعضاء مجلس الوزراء. يوجد حالياً 30 وزير في الحكومة.
- وزراء الدولة، وهم وزراء بمسؤوليات متخصصة محددة قد يكونو تحت إشراف وزير مثل وزير الدولة للإنتاج الحربي «تحت إشراف وزير الدفاع والإنتاج الحربي»، أو تحت إشراف رئيس مجلس الوزراء مباشرة مثل وزارة الدولة لشئون البيئة.
- وزراء بدون حقيبة، وهم وزراء حاملين للقب فقط بحكم مناصبهم التنفيذية دون حقيبة وزارية فعلية ولا يستوجب حضورهم اجتماعات مجلس الوزراء.

### معايير الوزير
يشترط الدستور المصري أن تتحقق شروط الأهلية التالية في جميع الوزراء:
- أن يكون مواطناً مصريا، وأن لا يقل عمره عن 30 سنة، وتتمتع بكامل حقوقه المدنية والسياسية.
- لا يجوز للوزير أن يعمل في أي أعمال تجارية مستقلة، أو مالية أو صناعية خلال فترة ولايته في منصبه.

## التشكيل الوزاري الحالي
| المنصب                                      | الصورة | شاغل المنصب           |                   |  |              |
| ------------------------------------------- | ------ | --------------------- | ----------------- |  | ------------ |
| المنصب                                      | الصورة | شاغل المنصب           | رئيس مجلس الوزراء |  | مصطفى مدبولي |
| نائب رئيس مجلس الوزراء للتنمية البشرية      |        | خالد عبد الغفار       |                   |  |              |
| نائب رئيس مجلس الوزراء للتنمية الصناعية     |        | كامل الوزير           |                   |  |              |
| الوزير المختص بشؤون الإصلاح الإداري         |        | مصطفى مدبولي          |                   |  |              |
| الصحة والسكان                               |        | خالد عبد الغفار       |                   |  |              |
| النقل                                       |        | كامل الوزير           |                   |  |              |
| الصناعة                                     |        | كامل الوزير           |                   |  |              |
| الدفاع والإنتاج الحربي                      |        | عبد المجيد صقر        |                   |  |              |
| التخطيط والتنمية الاقتصادية والتعاون الدولي |        | رانيا المشاط          |                   |  |              |
| الداخلية                                    |        | محمود توفيق           |                   |  |              |
| البيئة                                      |        | ياسمين فؤاد           |                   |  |              |
| الاتصالات وتكنولوجيا المعلومات              |        | عمرو طلعت             |                   |  |              |
| الشباب والرياضة                             |        | أشرف صبحي             |                   |  |              |
| التعليم العالي والبحث العلمي                |        | محمد أيمن عاشور       |                   |  |              |
| الدولة للإنتاج الحربي                       |        | محمد صلاح الدين مصطفى |                   |  |              |
| الموارد المائية والري                       |        | هاني سويلم            |                   |  |              |
| الكهرباء والطاقة المتجددة                   |        | محمود عصمت            |                   |  |              |
| التنمية المحلية                             |        | منال عوض ميخائيل      |                   |  |              |
| المالية                                     |        | أحمد كوجك             |                   |  |              |
| السياحة والآثار                             |        | شريف فتحي             |                   |  |              |
| التضامن الاجتماعي                           |        | مايا مرسي             |                   |  |              |
| التموين والتجارة الداخلية                   |        | شريف فاروق            |                   |  |              |
| الخارجية والهجرة وشئون المصريين بالخارج     |        | بدر عبد العاطي        |                   |  |              |
| العدل                                       |        | عدنان فنجري           |                   |  |              |
| الشؤون النيابية والقانونية والتواصل السياسي |        | محمود فوزي عبد الباري |                   |  |              |
| الأوقاف                                     |        | أسامة الأزهري         |                   |  |              |
| الطيران المدني                              |        | سامح الحفني           |                   |  |              |
| الإسكان والمرافق والمجتمعات العمرانية       |        | شريف الشربيني         |                   |  |              |
| الزراعة واستصلاح الأراضي                    |        | علاء الدين فاروق      |                   |  |              |
| قطاع الأعمال العام                          |        | محمد شيمي             |                   |  |              |
| الاستثمار والتجارة الخارجية                 |        | حسن الخطيب            |                   |  |              |
| العمل                                       |        | محمد جبران            |                   |  |              |
| الثقافة                                     |        | أحمد فؤاد هنو         |                   |  |              |
| التربية والتعليم والتعليم الفني             |        | محمد عبد اللطيف       |                   |  |              |
| البترول والثروة المعدنية                    |        | كريم بدوي             |                   |  |              |